# Frenchburg
Frenchburg är en ort i Menifee County i delstaten Kentucky, USA. År 2000 hade orten 551 invånare. Den har enligt United States Census Bureau en area på 2,7 km², allt är land. Frenchburg är administrativ huvudort (county seat) i Menifee County. 